# حملة حور عحا في النوبة
تولى حور عحا حكم مصر بعد الملك نارمر . و هو الفرعون الثاني من الأسرة الأولى. وكان سلفه نارمر موحد مصر العليا ومصر السفلى إلى المملكة المتوحدة. ربمَّا اعتلى العرش في سن الثلاثين تقريبًا، وحكم البلاد حوالي ستين عام.

## الخلفية
نقش على لوح عاجي من أبيدوس يوحي بأن حور عحا قاد حملة استكشافية ضد النوبيين. على لوح سنة، ذكر صراحة «مُحاربة تا سيتي»(أي النوبة).
خلال عهد حور عحا، انخفض مستوى التجارة مع بلاد كنعان الجنوبية. وخلافًا لسلفه نارمر، لم يشهد حور عحا أي أنشطة خارج وادي النيل. قد يشير هذا إلى الاستبدال التدريجي لتجارة المسافات الطويلة بين مصر وجيرانها من جهة الشرق واستغلال أكثر للموارد المحلية من قبل المصريين. تحليل شظايا لأوعية من موقع استيطاني مصري في عين حبيصور يشير إلى أنه كان نشطًا خلال عهد حور عحا. ومن المعروف أن مستوطنات مصرية أخرى قد نشطت في ذلك الوقت وكذلك (بيبلوس وعلى طول الساحل اللبناني). وجدت بمقبرة حور عحا شظايا لأوعية من كنعان الجنوبية.

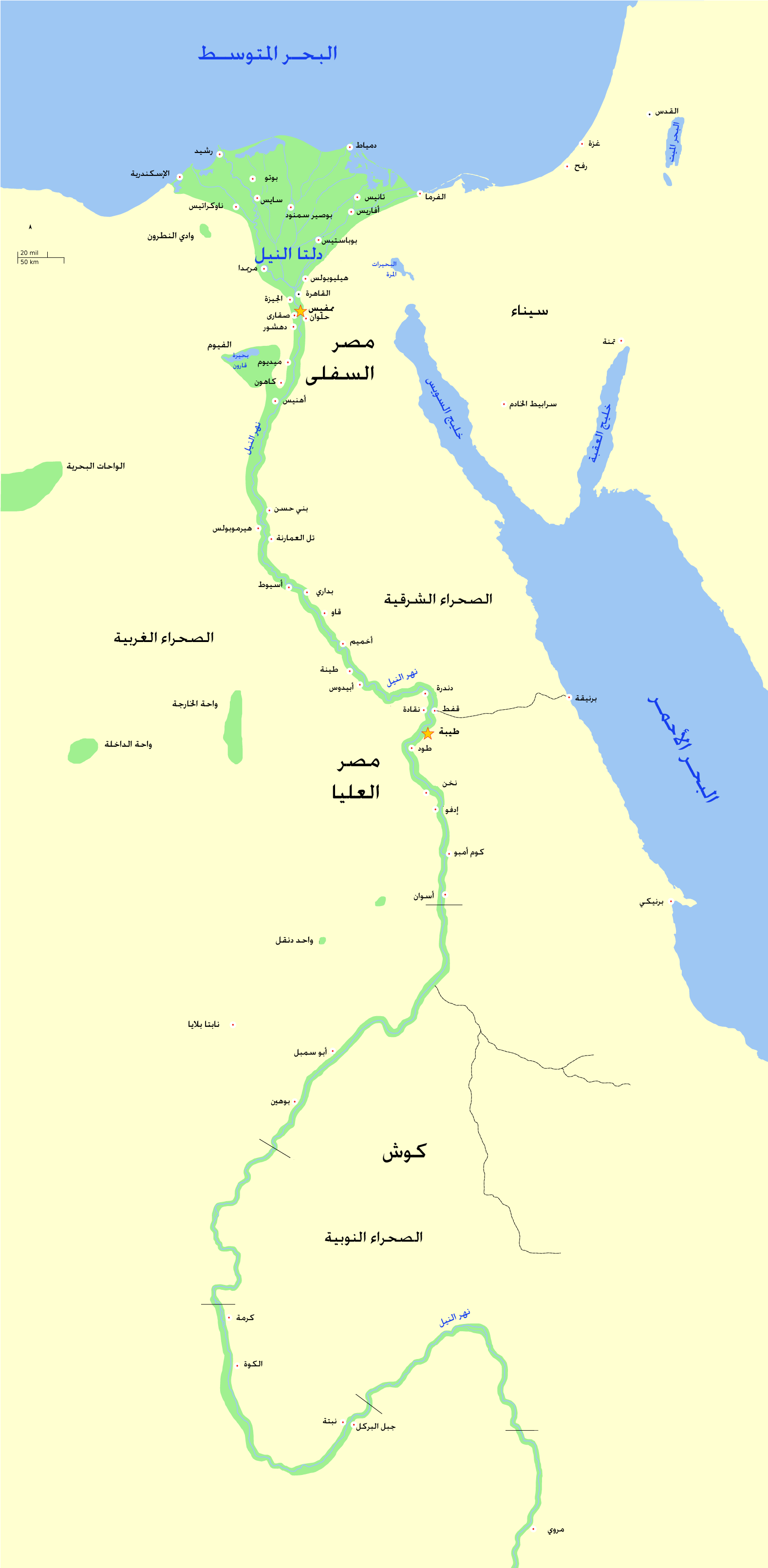
خريطة لمصر القديمة ، مع علامة الصحراء النوبية.

## النتائج
نجحت حملة حور عحا علي النوبة . وضم العديد من المدن النوبية و قام ببناء المستوطنات المصرية في بعض المدن المحتلة في النوبة و ضواحي لبنان بيبلوس وعلى طول الساحل اللبناني حيث نشطط .
كان حور عحا يحمل معه فرس النهر، وتجسيدًا للإله سيث. طبقًا لنظرية أن حور عحا هو نفسه مينا الأسطوري، قصة أخرى تقول إن حور عحا قُتل على يد فرس النهر بينما كان يُمارس الصيد.